# St. Joseph (Missouri)
St. Joseph – miasto (city), ośrodek administracyjny hrabstwa Buchanan, w północno-zachodniej części stanu Missouri, w Stanach Zjednoczonych, położone na wschodnim brzegu rzeki Missouri, naprzeciw miasta Elwood (stan Kansas), 50 km na północ od Kansas City. W 2019 roku miasto liczyło ponad 75 tys. mieszkańców. W mieście rozwinął się przemysł spożywczy, odzieżowy oraz papierniczy.

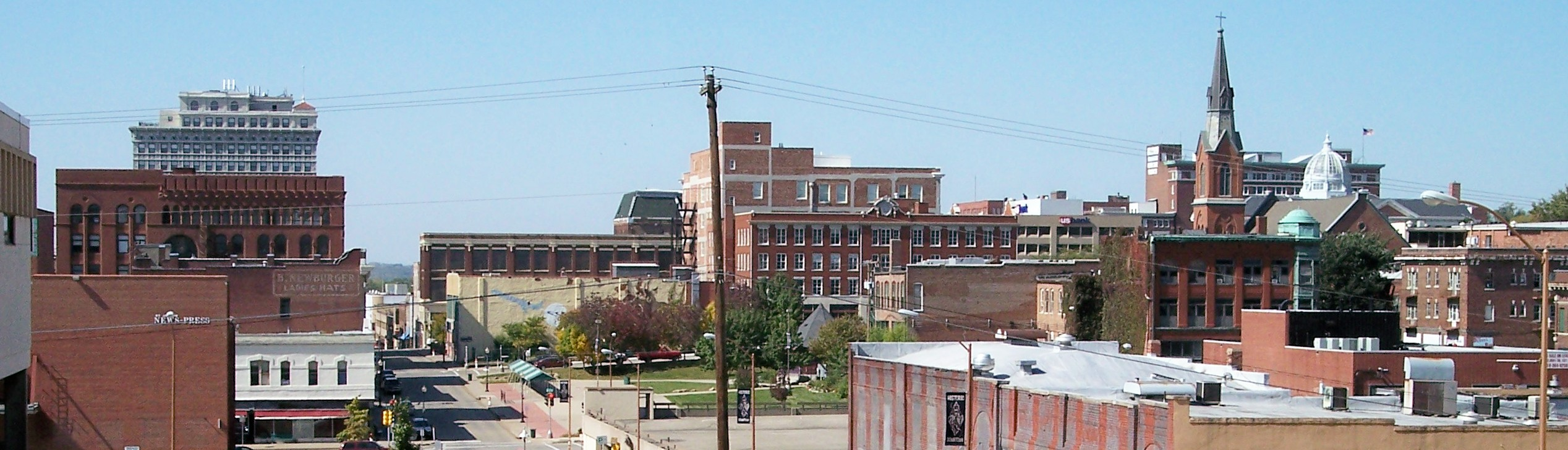
Panorama miasta.

## Historia
Początki miasta sięgają 1826 roku, gdy francuski traper Joseph Robidoux założył tutaj placówkę handlową. W 1836 roku obszar ten został włączony do stanu Missouri na mocy tzw. zakupu Platte (wcześniej był to fragment Terytorium Indiańskiego), skutkując napływem osadników. W 1843 roku rozplanowane zostało miasto St. Joseph, a w 1846 roku nastąpiło jego oficjalne założenie.
W 1859 roku do miasta dotarła linia kolejowa Hannibal and St. Joseph Railroad, prowadząca do Hannibal, na wschodnim krańcu stanu Missouri. W 1860 roku rozpoczęła działalność poczta konna Pony Express, pomiędzy St. Joseph a Sacramento w Kalifornii.
W mieście swoją siedzibę ma Missouri Western State University (zał. 1915 jako St. Joseph Junior College).

## Ludność

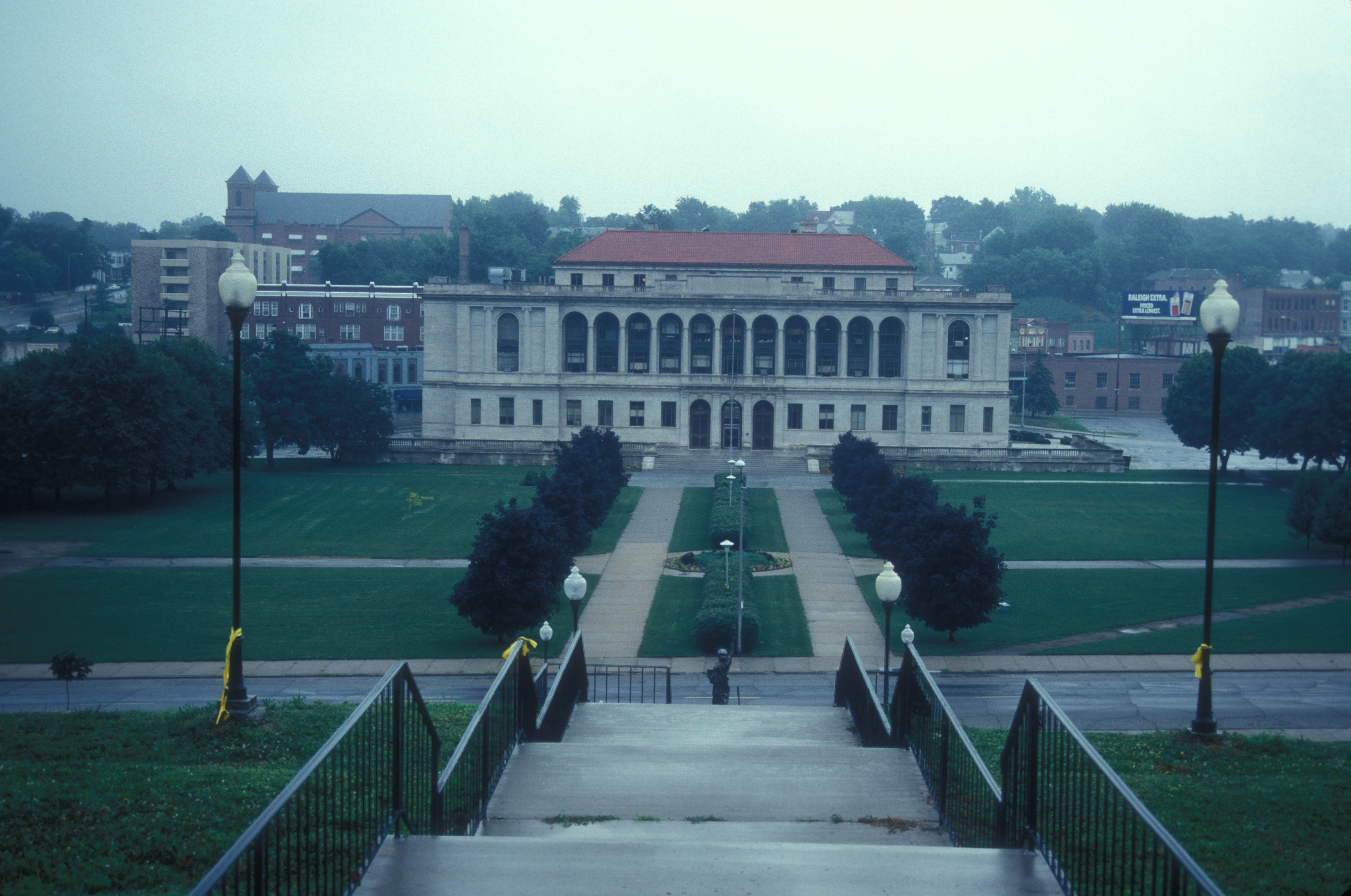
Ratusz św. Józefa.

Według danych z 2019 roku 85,9% mieszkańców identyfikowało się jako biali (81,7% nie licząc Latynosów), 6,1% jako czarni lub Afroamerykanie, 3,1% było rasy mieszanej, 1,5% miało pochodzenie azjatyckie, 0,9% to rdzenni Amerykanie i 1,9% to byli Hawajczycy i mieszkańcy innych wysp Pacyfiku. Latynosi stanowili 6,8% ludności miasta.
Do największych grup należały osoby pochodzenia niemieckiego (23%), irlandzkiego (14,2%),„amerykańskiego” (8,2%), angielskiego (8,2%) i meksykańskiego (5,1%). Polacy stanowili 2,0% populacji miasta.

## Religia
W 2010 roku największymi grupami religijnymi w aglomeracji St. Joseph były:
- Południowa Konwencja Baptystów – 15 279 członków w 40 zborach
- Kościół katolicki – 10 179 członków w 16 kościołach
- lokalne bezdenominacyjne zbory ewangelikalne – 7386 członków w 12 zborach
- Zjednoczony Kościół Metodystyczny – 6536 członków w 33 kościołach
- Kościoły Chrystusowe – 5177 członków w 23 zborach

## Urodzeni w St. Joseph
- Eminem (ur. 1972) – raper[6]
- Walter Cronkite (1916–2009) – dziennikarz
- Jane Wyman (1917–2007) – aktorka
- Bill Snyder (ur. 1939) – trener futbolu akademickiego